# Bohumil Čabla
Bohumil Čabla (17. dubna 1926 Nový Hrozenkov – 5. prosince 1993 Nový Bor) byl designér skla, sklářský výtvarník a středoškolský pedagog

## Život
Bohumil Čabla prožil dětství na Valašsku, kde jeho otec pracoval v brusírně sklářské huti Karolinka, kterou založila rodina Reichů, po hospodářské krizi a krachu obnovené jako Českomoravské sklárny. Tři roky se zde učil malířem skla a poté jeden rok v Karolince pracoval. Ředitel Českomoravských skláren Paroubek do Karolinky pozval malířku skla Milenu Velíškovou a prof. Ludviku Smrčkovou, které zde prezentovaly nové názory na moderní sklo. Za války Čabla hodně maloval, navštívil na Soláni malíře Františka Podešvu a seznámil se tam s Petrem Bezručem.
V červnu 1945 přišel na Střední průmyslovou školu sklářskou v Novém Boru. Jako vyučený malíř skla se stal jedním z prvních žáků Stanislava Libenského a postupně i jeho spolupracovníkem. Školu ukončil roku 1947 a od roku 1948 do roku 1950 byl mimořádným posluchačem na Univerzitě Palackého v Olomouci u prof. Jana Zrzavého. Poté v letech 1951-1953 pracoval jako malíř skla v podniku Borokrystal, 1954-1957 jako návrhář technickovýtvarného střediska v ateliérech n.p. Umělecké sklo v Novém Boru, které vedl René Roubíček. Navrhoval prototypy malovaného skla a chodil i do huti, kde se seznámil se sklářským mistrem Josefem Rozinkem. Ten mu vyvzoroval autorské vázy pro Milánské trienále (1957, nyní v muzeu skla v Corningu, USA).
Když byla roku 1957 jako pobočka novoborské školy znovuotevřena sklářská škola s výtvarným zaměřením v Kamenickém Šenově, vybral ho ředitel Jaromír Špaček jako pedagoga pro odbornou přípravu malířů skla. Od roku 1958 do roku 1986 zde byl odborným učitelem oddělení tvarování, malování a leptání skla.
Zúčastnil se XI. (1957) a XII. (1960) Trienále skla v Miláně, výstav Expo 58 v Bruselu a Expo 67 v Montrealu, 1. Mezinárodního sklářského sympozia v Novém Boru (1982) a Mezinárodních sympozií v západoněmeckém Frauenau (1982, 1985).

### Ocenění
- 1958 Grand Prix za společnou expozici československého skla, Expo 58, Brusel
- 1960 Čestné uznání, XII.Trienále, Miláno
- 1977 Diplom, Corburger Glaspreis

## Dílo
Bohumil Čabla se jako návrhář technicko-výtvarného střediska podniku Borské sklo věnoval příležitostně i vlastní autorské tvorbě. Experimentálně ověřoval a zhodnocoval tradiční i méně známé techniky malby na skle, využíval leptu a pískování. Vlastní návrhy skla realizoval sám nebo ve spolupráci se skláři Crystalexu Nový Bor nebo sklárny Karolinka.
Pro Milánské trienále roku 1957 navrhl hutně tvarované vázy s bublinou v noze. V letech 1959-1962 navrhoval hutně tvarované vázy s přefouknutou kopnou a zataveným stříbrným drátem nebo barevnými nálepy, v letech 1964-1966 lahve a vázy s reliéfním povrchem foukané do pěnosilikátových forem a válcovité dekorativní vázy s tvarovaným hrdlem z barevného skla, v letech 1966-1968 vázy malované purpurovým listrem a dekorované žlutým průhledným smaltem a figurativní foukané objekty sestavovatelné z více částí.
Od roku 1970 spolupracoval s architekty a navrhoval svítidla pro společenské interiéry.	Spolupracoval také s Karlem Rybáčkem, který byl vedoucím oddělení malování a leptání skla na sklářské škole v Kamenickém Šenově. V letech 1974-1980 vznikly Čablovy foukané plastiky s barevnými vpichy a roztáčenými talířky a kuličkami, v letech 1980-1982 barevně přejímané a dobrušované skleněné dekorativní předměty.
Pro 1. Mezinárodní sklářské sympozium v Novém Boru roku 1982 a následující symposium ve Frauenau vytvořil kolekci talířů malovaných zlatem a transparentními smalty. V letech 1985-1986 tvořil přebrušované plastiky z bílého, modrého a červeného sodnodraselného skla nebo olovnatého křišťálu, talíře a vázy z přejímaného skla zdobené zlatem, talíře malované transparentními barvami a zdobené zlatem nebo platinou a pískované plastiky zdobené platinou.

### Zastoupení ve sbírkách (výběr)
- The Corning Museum of Glass, New York
- Glasmuseum, Frauenau
- Steinberg Foundation, Vaduz[16]
- Musée des Arts Décoratifs, Laussane[17]
- Moravská galerie v Brně
- Muzeum skla a bižuterie v Jablonci nad Nisou
- Muzeum umění Olomouc
- Severočeské muzeum p.o., Liberec
- Sklářské muzeum, Kamenický Šenov
- Sklářské muzeum v Novém Boru
- Uměleckoprůmyslové museum, Praha

### Realizace (výběr)
- 1970 dělicí stěna ze skla a kovu, Česká Lípa
- 1973 svítidla, Městská knihovna Praha
- 1978 svítidla Elitex Liberec
- 1978 svítidla Vamberk
- 1980 svítidla z hutně tvarovaného skla a kovu, zasedací síň, Velkopopovický pivovar
- 1981 světelné prostorové kompozice pro zasedací síně - Kdyně, Benešov, Kyje[18]

### Kolektivní výstavy (výběr)
- 1957 Vetro di Boemia, La Triennale di Milano
- 1958 Expo 58, Brusel
- 1959 Československé sklo, Moskva, Pao Paulo, Rio de Janeiro, Dilí, Bombaj
- 1959 Glass '59, The Corning Museum of Glass, New York
- 1960 XII. Triennale di Milano, Pallazo dell'Arte, Milán
- 1961 Užité umění a průmyslové výtvarnictví, Uměleckoprůmyslové museum, Praha
- 1963 Współczesne szkło w Czechosłowacji, Muzeum Śląskie, Wrocław
- 1964 Tschechoslowakisches Glas, Grassi - Museum für Angewandte Kunst, Lipsko
- 1964 Glass. Czechoslovakia and Italy, Museum of Contemporary Crafts, New York
- 1964 Sklo borských výtvarníků, Muzeum skla a bižuterie v Jablonci nad Nisou
- 1965 La transfiguration de l´art tchèque: Peinture - sculpture - verre - collages, Palais de Congrès de Liège
- 1967 Expo 67, Montreal
- 1967 Sklo '67, Staroměstská radnice, Praha
- 1969 50 let českého užitého umění a průmyslového výtvarnictví, Mánes, Praha
- 1969 Sklo severočeských výtvarníků, Výstavní síň Betlémské náměstí, Praha
- 1969 50 Jahre der Tschechischen angewandten Kunst und Industrial Design, MAK - Österreichisches Museum für angewandte Kunst / Gegenwartskunst, Vídeň
- 1970 Současné české sklo, Mánes, Praha
- 1970 Zamiary i zapasy: 50 lat czeskiej sztuki stosowanej i plastyki przemysłowej, Muzeum Śląskie, Wrocław
- 1973 Metamorfózy skla, Moravská galerie v Brně
- 1973/1974 Böhmisches Glas der Gegenwart, Museum für Kunst und Gewerbe Hamburg, Hamburk, Museum Kunstpalast (Kunstmuseum Düsseldorf), Düsseldorf, Badisches Landesmuseum Karlsruhe, Kunstgewerbemuseum Berlin, Kunstsammlungen der Veste Coburg
- 1977 Coburger Glaspreis 1977, Kunstsammlungen der Veste Coburg
- 1977 Umělecké sklo 1977. Oborová přehlídka současné sklářské tvorby, Praha
- 1978/1979 Severočeští výtvarní umělci, Mánes, Praha
- 1980 Trienále řezaného skla, Uměleckoprůmyslové muzeum, Brno
- 1980 Užité umění 70/80. Sklo, kov, textil, nábytek, keramika., Moravská galerie v Brně
- 1987 Skleněná plastika, Dům umění města Brna
- 1987 Sklo a světlo, Výstavní síň Emila Filly, Ústí nad Labem
- 1990 Skleněný inspiromat: Československé sklo z let 1955-1965, Severočeské muzeum p.o., Liberec
- 1991 Prague Glass Prize 91 / Sklářská cena Praha 91, Mánes, Praha
- 2005 Aufbruch. Tschechische Glas 1945-1980, Museum Kunstpalast (Kunstmuseum Düsseldorf), Düsseldorf
- 2005/2006 Design in an Age of Adversity: Czech Glass, 1945-1980, The Corning Museum of Glass, Corning, Museum of Glass, Tacoma
- 2006 Sklo a světlo: 150 let sklářské školy v Kamenickém Šenově, Galerie design centra ČR, Praha, Uměleckoprůmyslové museum, Praha
- 2007 Czech Glass / 1945-1980 (Design in an Age of Adversity and Illusion) / České sklo / 1945-1980 (Tvorba v době mizerie a iluzí), Veletržní palác, Praha
- 2017 Automat na výstavu: Československý pavilon na Expo 67 v Montrealu / The Automatic Exhibition: The Czechoslovak Pavilion at Expo 67 in Montreal, Retromuseum, Cheb

#### Autorský katalog
- Bohumil Čabla: Sklo 1956-1986, text Antonín Langhamer, Sklářské muzeum v Novém Boru 1986

#### Souborné publikace
- Alena Adlerová, Tschechoslowakisches Glas, Leipzig 1964
- Alena Adlerová, Sklo severočeských výtvarníků, SČVU 1969
- Jiřina Medková, Metamorfózy skla (Přehlídka současné československé skleněné plastiky), Moravská galerie v Brně 1973
- Alena Adlerová, Axel von Saldern, Böhmisches Glas der Gegenwart, Museum für Kunst und Gewerbe Hamburg 1973
- František Arnošt, České sklo (Historie českého skla a současnost v oborovém podniku Crystalex Nový Bor), Crystalex, Nový Bor 1985
- Antonín Langhamer, Sklo a světlo (Práce pedagogů střední uměleckoprůmyslové školy sklářské v Kamenickém Šenově), SČVU 1987
- Jiřina Medková, Skleněná plastika, Dům umění města Brna 1987
- Who´s Who in Contemporary Glass Art. A Comprehensive World Guide to Glass Artists-Craftsmen-Designers, Waldrich Verlag, München 1993, p. 70-71
- Slovník Českých a Slovenských výtvarných umělců A-Č, Výtvarné centrum Chagall, Ostrava 1998
- Antonín Langhamer, Legenda o českém skle, 292 s., TIGRIS spol. s r. o. 1999, ISBN 80-86062-02-3
- Sylva Petrová, České sklo, 283 s., Gallery, spol. s r.o. (Jaroslav Kořán), Praha 2001
- Sklo, sochy, obrazy: 1856, Střední uměleckoprůmyslová škola Sklářská Kamenický Šenov 2002
- Anděla Horová (ed.), Nová encyklopedie českého výtvarného umění - dodatky, 988 s., Academia, nakladatelství Akademie věd České republiky 2006, ISBN 80-200-1209-5, s. 147-148
- Helmut Ricke (ed.), Czech Glass 1945-1980, 448 p., Museum Kunstpalast (Kunstmuseum Düsseldorf), Arnoldsche 2005, ISBN 3-89790-217-6 (czech edition 2007, ISBN 978-80-7101-069-2), pp. 144-145
- Automat na výstavu (Československý pavilon na Expo 67 v Montrealu), Akademie výtvarných umění, Praha, GVU Cheb 2017, ISBN 978-80-87395-31-8